# Semjon Bulinsky
Semjon Bulinsky (* 1987 in Luzern, Schweiz) ist ein deutsch-schweizerischer Opern- und Operettensänger (Tenor).

## Leben
Semjon Bulinsky absolvierte seine musikalische Ausbildung bei den Luzerner Sängerknaben und studierte anschließend an der UdK in Berlin. Bereits früh machte er sich auf der Bühne mit verschiedenen Orchestern, Opernhäusern und Wettbewerben einen Namen. Der Tenor wurde von verschiedenen Stiftungen gefördert und seine Leistungen wurden bereits auf CD veröffentlicht und im Radio und Fernsehen ausgestrahlt.
Seit der Spielzeit 2018/2019 ist Semjon Bulinsky festes Ensemblemitglied des Theater Vorpommern.